# 靈法寺
靈法寺位於台灣台北市長壽路，為主祀觀世音菩薩之佛教廟宇。該建物興建於1953年，今為位於台北北投區之仿古廟宇建築。另外，該廟宇的組織型態為管理人制，祭典日期則是每年農曆之正月初九。